# مجید اسدی
مجید اسدی زندانی سیاسی محبوس در زندان رجایی شهر کرج می‌باشد که اواخر بهمن ماه ۱۳۹۵ در کرج بازداشت و به بند ۲۰۹ زندان اوین تهران منتقل شد. او توسط شعبه ۲۶ دادگاه انقلاب تهران به ریاست قاضی ماشاالله احمدزاده به اتهام «اقدام علیه امنیت ملی از طریق اجتماع و تبانی» و «تبلیغ علیه نظام» به ۶ سال حبس تعزیری محکوم شد.
او فارغ‌التحصیل رشته اقتصاد از دانشگاه علامه طباطبایی و عضو شورای مرکزی انجمن اسلامی دانشکده اقتصاد بوده‌است.

## دستگیری
اسدی پیش از این به‌خاطر فعالیت‌های سیاسی در تیر ماه ۱۳۸۷ دستگیر و به اتهام «اجتماع و تبانی برای اقدام علیه امنیت ملی» به چهار سال زندان محکوم شد و دوره محکومیت خود را در فاصله سال‌های ۱۳۹۰ تا ۱۳۹۴ گذراند. وی چندین ماه در سلول انفرادی ۲۰۹ اوین زندانی بود.

### انتقال به بند ۲۰۹ زندان اوین
مجید اسدی در ا مرداد ۱۳۹۹ به همراه دو زندانی سیاسی دیگر از زندان رجایی شهر کرج به بازداشتگاه وزارت اطلاعات بند ۲۰۹ زندان اوین برای بازجویی منتقل شد، وی از همان بدو ورود دست به اعتصاب غذا زده و از دریافت دارو نیز محروم و در وضعیت نامناسبی می‌باشد. این زندانیان سیاسی که سومین سال محکومیت خود را در زندان به‌سر می‌برند در سلول‌های انفرادی بند ۲۴۰ زندان اوین محبوس هستند.

### احکام
روز شنبه ۱۸ بهمن ۱۳۹۹ مجید اسدی در حالی که اتهام «تبلیغ علیه نظام» را رد کرده‌بود، برای یک پرونده دیگر به یک سال زندان محکوم شد. مادر مجید، فاطمه وکیلی گفته‌است: «قرار بود روز دوشنبه ۳۰ تیر ماه، پس از سپری کردن سه سال و شش ماه از مجموع شش سال دوران محکومیت خود، از زندان رجایی شهر کرج آزاد شود؛ اما «با پرونده‌سازی جدید توسط وزارت اطلاعات» به همراه دو زندانی دیگر به نام‌های محمد بنازاده امیرخیزی و پیام شکیبا به بند ۲۰۹ زندان اوین منتقل شده‌است.»

## وضعیت درمان
مجید اسدی از وضعیت نامناسب جسمی و بیماری‌های گوارشی از جمله زخم معده و زخم اثنی‌عشر و همچنین کیست کبد، دیسک کمر و رماتیسم ستون فقرات رنج می‌برد؛ از آنجا که پروندهٔ پزشکی وی در بیمارستان خمینی موجود است، به توصیه بهداری زندان و تشخیص پزشکان وی باید در بیمارستان تحت نظارت پزشکان قرار بگیرد؛ ولی با ممانعت رئیس زندان رجایی‌شهر کرج از اعزام وی به بیمارستان جلوگیری شده و با وجود وخامت حال از خدمات درمانی مناسب محروم است.